# Stigeoclonium helveticum
Stigeoclonium helveticum je zelená řasa, zelenivka z řádu Chaetophorales.

## Chloroplastová DNA
V roce 2006 byla publikována kompletní genetická sekvence chloroplastové DNA této řasy. Ten je pozoruhodný tím, že s 223 902 páry bází představuje dosud největší osekvenovaný chloroplastový genom (plastom). Má přes svou velikost jen malé sekvence inverted repeat. Kóduje 97 genů, obsahuje 21 intronů (z toho dva zřejmě odstraňované trans-splicingem). Celkově je genom velmi neobvyklý svým uspořádáním.